# Claude Billard (écrivain)
Pour les articles homonymes, voir Claude Billard et Billard (homonymie).
Claude Billard (Souvigny, 1550 - Courgenay, 1618) est un écrivain, poète et dramaturge français de la Renaissance.

## Biographie
Élevé par la duchesse de Retz, qu'il qualifiera dans ses vers de « généreuse Dictynne », il est d'abord soldat et se bat aux côtés des catholiques pendant les guerres de religion. Il écrira une lamentation sur la mort du duc de Joyeuse en 1587 et publiera des vers à partir de 1588, se reconnaissant pour maîtres Jodelle, Robert Garnier et Ronsard. Il deviendra conseiller puis secrétaire de la reine Marguerite de Valois. Il se tournera ensuite vers le théâtre et fut l'un des premiers à prendre ses sujets dans l'histoire de France. Il rassemble sept tragédies dans un recueil publié en 1610. La même année, l'assassinat d'Henri IV lui fournit le thème d'une pièce qui sera représentée devant la reine. Il finit sa vie dans sa retraite de Courgenay.

## Œuvres
- Vers funèbres françois et latins sur le vrai discours de la mort de M. le duc de Joyeuse, 1587
- Voyage de la reine Marguerite en sa maison de Bologne, 1605
- Polixène, 1607
- Gaston de Foix, 1607
- Mérovée, 1607
- Panthée, 1608
- Saül, 1608
- Alboin, 1609
- Genèvre, 1609

- Henri le Grand, 1610

### Édition récente
Genevre, a cura di Giovanna Melis, Cagliari, Università degli studi di Cagliari, Istituto di lingue e letterature straniere, 1983